# Kozia Woda
Kozia Woda – wieś w Polsce położona w województwie łódzkim, w powiecie radomszczańskim, w gminie Ładzice. Miejscowość wchodzi w skład sołectwa Ładzice.
W latach 1975–1998 miejscowość należała administracyjnie do województwa piotrkowskiego.